# Oberbilker Allee 287

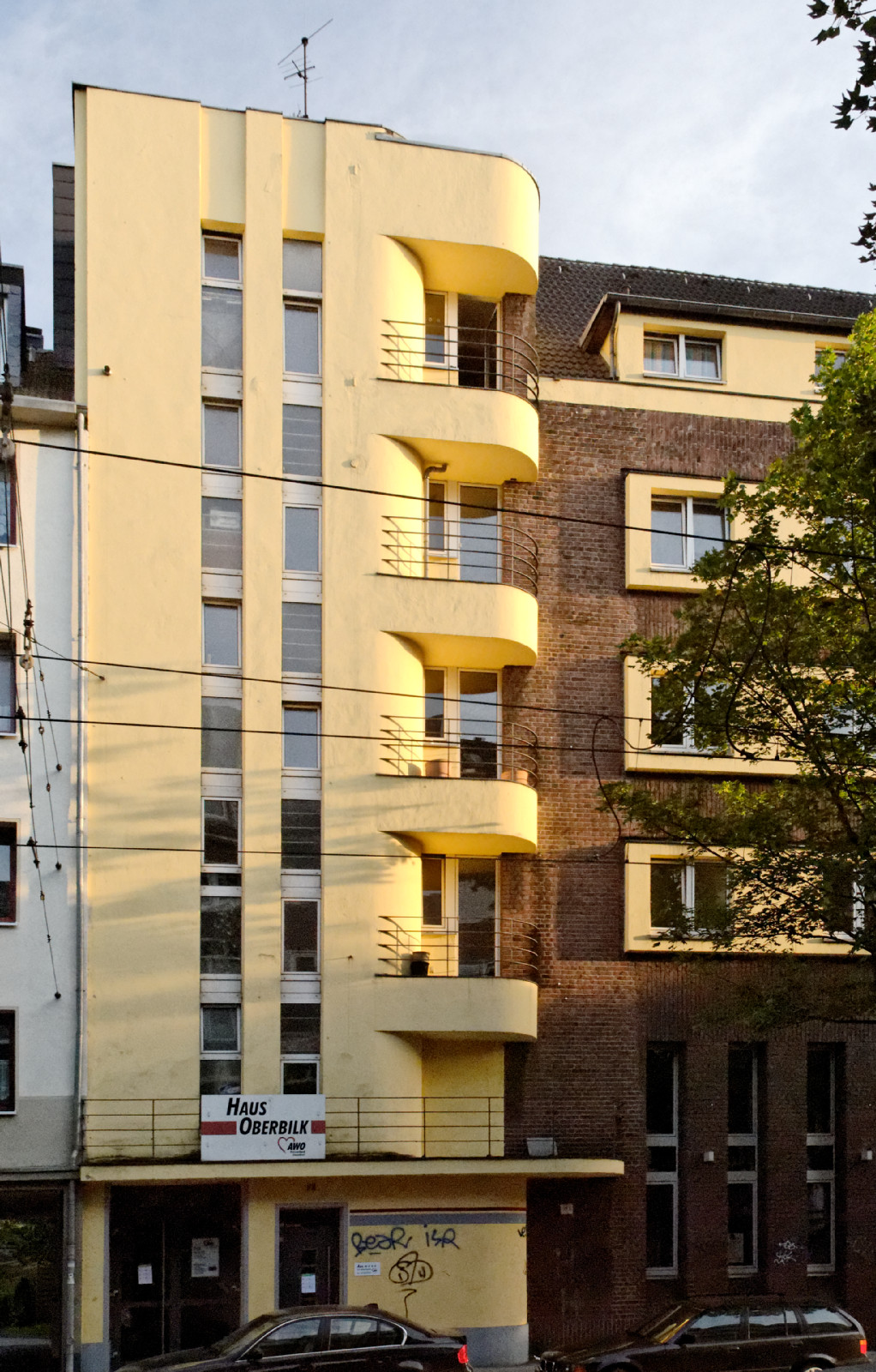
Haus Oberbilker Allee 287

Der Gebäudekomplex Oberbilker Allee 287 in Düsseldorf wurde von 1928 bis 1929 nach Entwürfen von Ernst Schoeffler, Carlo Schlönbach und Carl Jacobi für den gewerkschaftlichen Verein Jugendwohl e.V als Jugendheim mit Wohnungen errichtet. Es „erinnert an das AOK-Gebäude, das von denselben Architekten errichtet wurde“. Die Architekten Schöffler, Schlönbach und Jacobi wurden insbesondere durch ihre Berliner Filmpaläste, wie den Titania-Palast, bekannt. Der Bau im Stil des Neuen Bauens ist „mehr als bei allen anderen Düsseldorfer Architekten Berliner Vorbildern, insbesondere Erich Mendelsohn, verpflichtet“. Der Komplex ist in zwei Baukörper aufgeteilt. Der linke Bauteil ist schmal und verputzt. Es ist ein turmartiger Baukörper, an dessen Ecken halbrunde Balkone angebracht wurden. Die Vertikale des Turmbaus wird durch doppelte, vertikale Treppenhausleisten betont. Der rechte Bauteil ist breit und verklinkert.